# Joachim Schlaphoff
Joachim Schlaphoff (* 10. Oktober 1959 in Hannover) ist ein ehemaliger deutscher Radrennfahrer und nationaler Meister im Radsport.

## Sportliche Laufbahn
Schlaphoff begann mit dem Radsport beim HRC Hannover. Mit 20 Jahren schloss er sich dem RC Charlottenburg in Berlin an. Nach einigen Erfolgen vor allem in Kriterien gewann er 1981 das Rennen Rund in Berlin. Ein Jahr später gewann er dann mit seinem neuen Verein BRC Schüler Derby Berlin die Deutsche Meisterschaft im 100 Kilometer-Mannschaftszeitfahren mit Roland Weissinger, Heinz Walczak und Rolf Gölz. Bei der Rheinland-Pfalz-Rundfahrt und der Polen-Rundfahrt konnte er jeweils eine Etappe gewinnen. Zudem wurde er erneut Deutscher Meister im Mannschaftszeitfahren mit Gölz, Walczak und Michael Marx. Hinter Dieter Flögel wurde er Zweiter der nationalen Meisterschaft im Straßenrennen.
Von 1983 bis 1990 fuhr Schlaphoff Rennen als Berufsfahrer bei diversen Radsportteams in Deutschland, Belgien, Italien und in der Schweiz. Er startete mehrfach für Deutschland bei den UCI-Weltmeisterschaften der Berufsfahrer, beendete jedoch die Rennen nicht. Neben einigen Erfolgen bei Kriterien war ein Etappensieg im Milk Race 1985 sein bedeutendster Erfolg als Profi.
Schlaphoff fuhr auch Bahnrennen, so platzierte er sich bei der Weltmeisterschaft 1986 im Steherrennen als Neunter, bei der Deutschen Meisterschaft der Steher 1989 wurde er Dritter. Auch Sechstagerennen sahen ihn häufig am Start, er bestritt 59 Rennen. In seiner neuen Heimatstadt Berlin fuhr er das Sechstagerennen siebenmal, 1985 konnte er mit Anthony Doyle aus Großbritannien Dritter werden. Seine beste Platzierung erreichte er beim Rennen in Launceton mit Dieter Giebken, als beide Zweite wurden.
1990 beendete er seine Laufbahn. Er blieb dem Radsport als Vorsitzender und Trainer des Spandauer RV 1891 verbunden.

## Berufliches
Nach seiner Laufbahn führte er seit 1998 mit seinem Bruder die Fahrrad Galerie Schlaphoff in Berlin.

## Familiäres
Schlaphoff ist verheiratet. Seine Tochter war als Kunstradfahrerin in Berlin ebenfalls im Radsport aktiv.